# Ugo Conti
Ugo Conti (né le 22 septembre 1916 à Pise en Toscane et mort le 30 août 1983 à Livourne) est un joueur (qui jouait au poste de milieu de terrain) et entraîneur de football italien.

## Biographie
Il reste l'un des cent joueurs les plus prolifiques de tous les temps en Serie A, avec en tout 89 buts inscrits avec la Fiorentina, Livourne, Genova et Lucchese. S'ajoute à cela le titre de capocannoniere (meilleur buteur) du groupe B de la Serie B lors de la saison 1946-1947 avec 27 buts. Son record de buts en une saison est au cours de la saison 1947-48 avec 19 buts inscrits.
Il dispute également le championnat 1945-1946 sous le maillot de la Juventus (avec qui il joue son premier match le 28 octobre 1945 lors d'une victoire 1-0 contre Modène).
Il est plusieurs fois convoqué en Nazionale par le sélectionneur d'alors Vittorio Pozzo, sans toutefois jouer un seul match officiel.
Après l'arrêt de sa carrière de joueur, il devient entraîneur, et prend tout d'abord les rênes de Crotone en 1956-1957. Il est ensuite l'entraîneur assistant de Manlio Scopigno à Cagliari, en 1969-70, remportant le scudetto.

## Palmarès

### Joueur
Juventus
- Championnat d'Italie :
  - Vice-champion : 1945-46.

### Entraîneur
Cagliari
- Championnat d'Italie (1) :
  - Champion : 1969-70 (en tant qu'entraîneur assistant).